# 胡承
胡承（1448年—？），字安節，直隸鎮海衛（在太仓）人，官籍，明朝政治人物。

## 生平
成化四年（1468年）戊子科應天鄉試第九十一名舉人。成化二十三年（1487年）中式丁未科會試第二百九十六名，三甲第九十六名進士。弘治元年（1488年）閏正月授翰林院检讨，侍益王朱祐檳讲读，四年六月授益王府左长史，随同之國。

## 家族
曾祖胡關，百戶；祖父胡通，千戶；父胡庸，嫡母邵氏、生母陶氏。永感下。